# ケイン樹里安
ケイン樹里安（けいん じゅりあん、1989年3月25日  - 2022年5月13日）は、日本の社会学者。修士（文学、大阪市立大学）。専門は文化社会学、文化研究。アメリカ人と日本人のハーフであり、「ハーフ」「ミックス・ルーツ」、人種化、よさこい踊り、フォト・エスノグラフィ、都市文化などを問題関心とする。

## 来歴
関西大学社会学部卒業、大阪市立大学大学院博士前期課程修了。大阪市立大学都市文化研究センター研究員、昭和女子大学現代教養学科講師。
2022年5月13日、悪性リンパ腫のため死去。

## 著作
- ケイン樹里安、上原健太郎『ふれる社会学』北樹出版（原著2019年11月9日）。ISBN 978-4779306181。